# 伊藤精晤
伊藤 精晤（いとう せいご、1942年 - ）は、日本の森林研究者、森林科学教育者。造園研究者。信州大学名誉教授。一般社団法人森林風致計画研究所代表理事。専門は緑地環境文化学、森林美学、森林風致計画学、森林施業学。農学博士。
日本造園学会理事・評議員、副会長を歴任。1986年日本造園学会上原敬二賞、1991年国立公園協会田村賞を受賞。

## 略歴
1965年（昭和40年）に北海道大学を卒業し、京都大学農学部の造園学研究室研究生。翌年1966年に同大学大学院修士課程に入学し、修了後の1968年（昭和43年）に師・岡崎文彬の推挙で京都大学附属演習林の助手の職を得て、1970年（昭和45年）1月に信州大学に赴任した。

## 書籍等出版物
- 造園の歴史と文化 養賢堂 1987年
- 森林風致計画学 現代の林学シリーズ 文永堂 1991年
- 森へゆこう：大学の森へのいざない 丸善 1996年
- ランドスケープ大系第2巻 ランドスケープの計画 技報堂出版 1998年
- ランドスケープの新しい波 メイプルプレス 1999年
- 21世紀の食・環境・健康を考える：これからの生物生産科学 共立出版 1999年
- H・フォン・ザーリッシュ 森林美学（監訳）海青社